# 喬治碼頭站
喬治碼頭站（英語：George's Dock）是一個位於愛爾蘭都柏林的都柏林轻轨站，在2009年通車，為紅線延伸工程往都柏林港區的車站之一。
都柏林公車路線33D、33X、53A、74、74A、90、142、151和747均能到達此站。